# Tursi
Pour les articles homonymes, voir Pandosia.
Tursi est une commune italienne de la province de Matera, dans la région Basilicate.

## Monuments
- Cathédrale de Tursi
- Tour normande de Tricarico

## Religion
- Liste des évêques de Tursi-Lagonegro

## Administration
| Période                                  | Période | Identité | Étiquette | Qualité |
| ---------------------------------------- | ------- | -------- | --------- | ------- |
|                                          |         |          |           |         |
| Les données manquantes sont à compléter. |         |          |           |         |

### Hameaux
Anglona, Caprarico, Panevino.

### Communes limitrophes
Colobraro, Montalbano Jonico, Policoro, Rotondella, Sant'Arcangelo, Scanzano Jonico, Stigliano.